# Đông Falkland
Đông Falkland là đảo lớn nhất, là một trong hai đảo chính (đảo kia là Tây Falkland) thuộc quần đảo Falkland ở nam Đại Tây Dương, một lãnh thổ hải ngoại của Vương quốc Anh nhưng Argentina cũng tuyên bố chủ quyền. Đông Falkland có tổng diện tích 6.605 km2 (2.550 dặm vuông Anh). Phần lớn dân số quần đảo Fakland sinh sống ở Đông Falkland, phần lớn họ sinh sống ở nửa bắc của đảo. Eo đất nối một nửa phía nam của hòn đảo, (Lafonia) nửa phía bắc là nơi đã diễn ra trận Goose Green trong Chiến tranh Falklands.
Phần phía bắc của đảo là đồi núi, cắt ngang bởi một dãy núi lởm chởm, các đỉnh cao Wickham, chạy về phía đông và phía tây, và vươn lên ở một số nơi lên một tầm cao hơn 600 m (2.000 foot).. Điểm cao nhất, và điểm cao nhất trong nhóm toàn bộ hòn đảo, là núi Usborne, cao705 m (2.313 ft) ở Wickham Heights. Phần còn lại của hòn đảo này bao gồm chủ yếu của mặt đất thấp nhấp nhô, một hỗn hợp của đồng cỏ và morass, với các hồ nước ngọt nông trên núi, và các dòng suối nhỏ chạy trong các thung lũng. Địa chất chủ yếu là đá sa thạch với một số thạch anh và đá phiến, và đất thường nghèo và tạo ra axit. Hai vịnh hẹp nhỏ, Berkeley Sound và Port William, chạy vào đất ở cực đông bắc của hòn đảo.
Hòn đảo này là gần như chia đôi bởi hai vịnh hẹp sâu, Choiseul Sound và Brenton Loch-Grantham Sound rời phần phía bắc và Lafonia ở phía nam, kết nối chỉ bằng một eo đất rộng dưới 1,5 dặm (2,4 km). Hòn đảo này có nhiều vịnh nhỏ, các cửa hút gió và mũi.